# Helina mirabilis
Helina mirabilis este o specie de muște din genul Helina, familia Muscidae. A fost descrisă pentru prima dată de Stein în anul 1906.
Este endemică în Tanzania. Conform Catalogue of Life specia Helina mirabilis nu are subspecii cunoscute.